# Elizabeth Hess
Elizabeth Hess (Ontário, 17 de julho de 1953) é uma atriz, roteirista, diretora, escritora e professora de teatro canadense-americana.

## Biografia e carreira
Hess é casada com o crítico e escritor Peter Biskind.
Na televisão seu trabalho mais conhecido foi em Clarissa Explains It All, no papel de Janet Darling.
Ela também atuou na Broadway e em teatros na Europa, apareceu no seriado Law & Order e, no cinema, atuou em vários filmes.